# Peter Zahn (Politiker)
Peter Zahn (* 4. Dezember 1944 in Litzmannstadt, heute Łódź; † 7. November 2001) war ein deutscher Politiker (SPD) und Gewerkschaftsführer. Er war von 1988 bis 2000 Parlamentarischer Vertreter des Innenministers von Schleswig-Holstein.

## Leben und Beruf
Nach dem Hauptschulabschluss 1962 begann Zahn eine Lehre zum Fernmeldetechniker, die er 1965 abschloss. Als Fernmeldehandwerker verpflichtete sich Zahn 1966 für einen achtjährigen Dienst beim Bundesgrenzschutz. 1972 erwarb er die Fachhochschulreife und studierte anschließend Volkswirtschaft an der Hochschule für Wirtschaft und Politik in Hamburg, die er als Diplom-Volkswirt bzw. Diplom-Sozialwirt beendete.
Zahn wurde 1976 Abteilungsleiter in der Gewerbeförderungsanstalt der Handwerkskammer Hamburg und wechselte 1977 als Geschäftsführer zur Gewerkschaft Öffentliche Dienste, Transport und Verkehr (ÖTV) nach Plön. Zuletzt war er bis 1984 Abteilungsgeschäftsführer bei der ÖTV-Bezirksverwaltung Nordwest in Lübeck.
Peter Zahn war verheiratet, lebte und wirkte in Sereetz und hatte zwei Kinder.

## Partei
Zahn trat 1972 in die SPD ein und engagierte sich zunächst bei den Jusos, deren stellvertretender Kreisvorsitzender in Ostholstein er 1973 wurde. 1975 wurde er auch zum stellvertretenden Vorsitzenden des SPD-Kreisverbandes Ostholstein gewählt; von 1981 bis 1993 war er schließlich Kreisvorsitzender.

## Abgeordneter
Zahn gehörte von 1974 bis 1984 der Gemeindevertretung von Ratekau an und war dort von 1975 bis 1983 Vorsitzender der SPD-Fraktion.
Von 1983 bis 2000 war er Mitglied des Landtages von Schleswig-Holstein. Dort war er von Oktober 1987 bis Mai 1988 stellvertretender Vorsitzender des Innen- und Rechtsausschusses und von Mai 1988 bis März 2000 Parlamentarischer Vertreter des Innenministers.
Peter Zahn ist 1988 und 1992 als direkt gewählter Abgeordneter des Wahlkreises Eutin-Süd und sonst stets über die Landesliste in den Landtag eingezogen.

## Öffentliche Ämter
Zahn war von 1978 bis 1983 1. stellvertretender Bürgermeister der Gemeinde Ratekau.

## Gesellschaftliches Engagement
Zahn, der 1962 in die Deutsche Postgewerkschaft (DPG) und die ÖTV eingetreten war, war von 1962 bis 1965 Vorsitzender der DPG-Jugend in Lübeck und zugleich stellvertretender Vorsitzender der Lübecker Gewerkschaftsjugend.
Außerdem setzte sich Zahn stark für den Fußball ein. So war er von 1978 bis 1989 2. Vorsitzender des Kreisfußballverbandes Ostholstein und ab 1990 2. Vorsitzender des Schleswig-Holsteinischen Fußball-Verbandes (SHFV). 1994 wurde er Beauftragter des Deutschen Fußball-Bundes (DFB) für soziale Integration im Fußball.